# Milionia lacteisticta
Milionia lacteisticta är en fjärilsart som beskrevs av Louis Beethoven Prout 1924. Milionia lacteisticta ingår i släktet Milionia och familjen mätare. Inga underarter finns listade i Catalogue of Life.